# 崔文洵

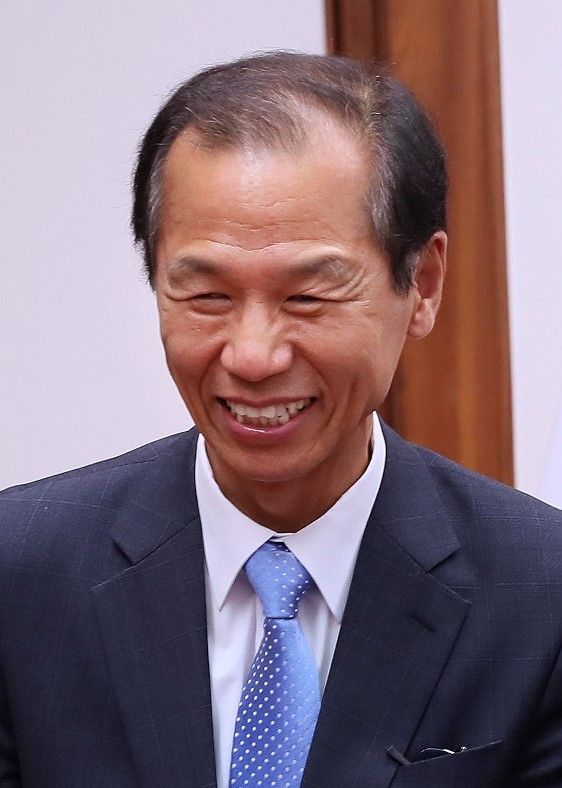
2020年

署名

崔 文洵（チェ・ムンスン、朝鮮語: 최문순、1956年2月4日 - ）は、大韓民国のジャーナリスト、政治家。韓国放送協会第14代副会長・第13代会長、第18代韓国国会議員、第36・37・38代江原道知事を歴任した。本貫は江陵崔氏。

## 経歴
江原道春川市出身。春川高等学校、江原大学校英語教育学科卒。ソウル大学校大学院英語英文学科修士。MBC代表理事社長、韓国放送協会第14代副会長・第13代会長、初代マスコミ労働組合委員長、民主党言論掌握阻止対策委員会幹事、国会文化体育観光放送通信委員会委員、民主党平昌冬季オリンピック誘致支援特別委員会幹事、共に民主党所属の第36・37・38代江原道知事を務めた。2021年6月には2022年の大統領選挙への出馬を表明したが、すぐに全国公務員労働組合などの反対に遭い、結局7月の共に民主党内の予備選挙で脱落した。

## エピソード
マスコミ労働組合委員長在任中はマスコミ民主化闘争を率いたため、政界入りしたときはマスコミの独立性を損うなどの批判を受けた。2009年7月23日、メディア関連法の国会での強行通過を阻止できないとして議員職の辞退を表明した。
2017年12月、平昌冬季オリンピックへの北朝鮮の参加について、中国昆明のアリスポーツカップ2017国際ユースサッカー大会期間中に北朝鮮の4・25体育団の文雄団長に会って協議をした。また、2018年9月に朴元淳ソウル市長らと共に南北首脳会談特別随行団に参加し、万寿台議事堂大会議場で金永南と面会した。
江原道知事在任中は道内の液体水素関連産業の発展や道産ジャガイモをはじめとする農産物のオンライン販売を推進した。2020年1月、国連と北朝鮮に対して、南北両側の高城郡地域に「UN平和特別都市」の造成を提案した。
漢字まで同姓同名の1954年生まれの崔文洵は2014年に華川郡の郡守に当選した。ただし、郡守のほうはセヌリ党所属で、崔とは党派が違う。